# Walter Alberto Pecóits
Walter Alberto Pecoits (Erechim, 29 de outubro de 1917 — Francisco Beltrão, 25 de Junho de 2004) foi um médico e político brasileiro. Ficou conhecido por ser um dos representantes do movimento dos camponeses, ajudando a organizar a Revolta dos Posseiros de 1957. Enquanto Deputado Estadual do Paraná teve o mandato cassado em 1964, e foi perseguido, preso e torturado pela ditadura militar no Brasil.

## Vida
Médico, transferiu-se para Francisco Beltrão em 1952, chegando no dia 9 de setembro. Foi um dos fundadores da Rádio Colmeia em 1956. Em Beltrão elegeu-se vereador no ano de 1956. Enquanto era vereador e radialista, foi sensível às reivindicações dos posseiros, abrindo espaço na rádio e ajudando a organizar o movimento conhecido como Revolta dos Posseiros. Pecoits seria alçado ao cargo de delegado com a tomada de poder pelos revoltosos.
Foi prefeito de Francisco Beltrão em 1960, e deputado estadual em 1962. Exercendo cargo de Deputado Estadual pelo PTB teve o mandato cassado em 17 de abril de 1964, como consequência imediata do Golpe Militar de 1964. No início de julho do mesmo ano saiu em viagem pelo Sul da América. No dia 10 de agosto, de volta ao Brasil, foi preso em Cascavel por um agente da ditadura militar no Brasil, sendo acusado de incitar uma rebelião de posseiros na localidade de Três Barras, em Catanduvas, no Sudoeste do Paraná.  Sem direito a presença de um advogado, foi preso e torturado durante toda a madrugada. A violenta tortura à que foi submetido nesse dia fez com que perdesse a visão do olho esquerdo. 
Posteriormente foi chefe da Casa Civil e Secretário Especial da Reforma Agrária durante o governo de José Richa (83/86). Dá nome ao Hospital Regional Walter Alberto Pecoits, em Francisco Beltrão, e ao Centro Acadêmico Walter Alberto Pecoits, que representa os estudantes do curso de Medicina da Universidade Estadual do Oeste do Paraná - Campus Francisco Beltrão.